# 集集 (大字)
集集，是台灣南投縣集集鎮的一個傳統地域名稱，也是該鎮核心聚落發源地，位於該鎮中部略偏東。相較於今日行政區，其範圍大致包括和平里、集集里南半部及西北端。

## 歷史
台灣清治末期至日治初期，集集地區為一街庄，稱為「集集街」，隸屬於集集堡。該街北與後藔庄為鄰，東與柴橋頭庄為鄰，南邊隔濁水溪與蕃仔藔庄為界，西邊為林尾庄、隘藔庄。
1901年（日治明治三十四年）11月，全台廢縣廳改設二十廳，該街隸屬於南投廳。1903年（明治三十六年）6月，該街編入「集集區」，隸屬於南投廳。1909年（明治四十二年）10月，合併二十廳為十二廳，集集區仍隸屬於南投廳。1920年（大正九年），全台地方制度大改正，廢十二廳改設五州二廳，該街改制為「集集」大字，隸屬於臺中州新高郡集集街。
戰後集集街改制為集集鎮，隸屬於臺中縣，大字亦改制為里。1950年7月，集集鎮拆分出水里鄉，本地區仍屬於集集鎮。同年10月，中、彰、投分治，集集鎮改隸屬南投縣。

## 聚落
本地區發展較早的聚落有雞籠、集集等，在日治期初期的官方地圖上已有記載。此外，本地區尚有鹽水、過溪仔等聚落。

## 交通
台鐵集集線是二水經集集至車埕的支線鐵路，大致以西向東經過集集地區中部偏南地帶。境內未設站，但集集車站即在東部邊界外緣，只停靠區間車。由此向西可前往二水車站轉往台鐵沿線各站；向東可前往水里、車埕等站。
省道台16線（名水路二段）是名間鄉名間至信義鄉合流坪的幹道，大致以西向東經過集集地區南部。由該道路向西可前往林尾、隘寮、濁水並止於省道台3線路口；向東可前往柴橋頭、社子地區的水里市區、拔社埔、信義鄉北部並止於合流坪。
縣道139號（中集路、民生路、集鹿路）是彰化至鹿谷初鄉的道路，大致以北向南由本地區北部邊界西側入境後，轉西南西再轉南再轉東南再轉南南東蜿蜒而行，出境一小段路後再度入境，至民生路路口轉東，至本地區東部邊界地帶的集鹿路路口轉南沿邊界而行，經省道台16線路口後轉南南西再度入境，過濁水溪集鹿大橋後於本地區南部邊界出境。由該道路向北可前往中寮、南投、芬園與員林／大村／花壇交界地帶、花壇與彰化交界地帶、彰化市區等地；向南南西可前往番子寮西部、大丘園、坪子頂、初鄉並止於縣道151號路口。
鄉道投54線（民生路）是磨仔坑至水里的道路，大致以西向東經過本地區中部偏南地帶，其中後大半段與縣道139號共線。由該道路向西可前往林尾、隘寮、濁水地區的磨仔坑並止於省道台16線路口；向東獨行可前往柴橋頭、社子地區的水里市區並止於省道台16線另一路口暨縣道131號終點路口。

## 學校
- 集集國中
- 和平國小

## 景點
- 集集大樟樹